# Alfonso Villagut

Tractatus de usuris, 1589
(Fondazione Mansutti, Milano).

Alfonso Villagut (Napoli, 1566 – 1623) è stato un teologo e giurista italiano.

## Biografia
Di origine catalana, fu docente in utroque iure. Appartenente alla congregazione cassinese dei benedettini, fu prima nominato abate nel monastero di San Benigno a Genova, poi nel monastero di San Severino a Napoli. 

## Opere
Le opere principali di Villagut riguardano i temi giuridici: Practica canonica criminalis (1585), Consultationes decisivae (1601), De extensione legum (1602), Tractatus de rebus Ecclesiae (1606). La sua opera più celebre è il Tractatus de usuris, in cui l'autore scrive che il diritto canonico è superiore al diritto civile, poiché si rifà direttamente al diritto naturale. L'opera, dedicata al cardinale Ascanio Colonna, fu stampata a Venezia nel 1589. Un esemplare di questa edizione è conservato presso la Fondazione Mansutti di Milano.